# Metroid: Zero Mission
Metroid: Zero Mission (メトロイドゼロミッション Metoroido Zero Misshon) er et konsolspil. Det er det 6. spil i Metroidserien, og er udgivet på Nintendos Game Boy Advance. Spillet er en udvidet genudgivelse af det originale Metroid til Nintendo Entertainment System (NES). I spillet tager du rollen som dusørjægeren Samus Aran, hvis mission er at udrydde alle Metroids på planeten Zebes.

## Spillets forløb
Metroid: Zero Mission er et 2D-platformsspil med både action- og adventureelementer. Samus skal finde vej igennem planetens indre, samtidigt med at hun finder nye opgraderinger til sin Power Suit undervejs. Disse opgraderinger kan bestå af nye våben til hendes armkanon, såvel som nye evner. Selvom spillet op til flere gange peger spilleren i retning af, hvor man kan fortsætte, så er spillet på ingen måde lineært, idet mange af spillets områder ikke skal klares i en bestemt rækkefølge. Diverse avancerede teknikker kan desuden bruges direkte fra starten, hvilket betyder, at langt fra alle spillets opgraderinger er nødvendige at samle. Samus har desuden begrænset liv, og når hendes liv er brugt op, er spilleren tvunget til at starte forfra. Der er under spillet mulighed for at samle såkaldte Energy Tanks, der forøger Samus' livsbeholdning. Ligeledes kan man forøge Samus' forråd af missiler, ved at samle Missile Tanks.
Fjender er spredt ud over hele planeten, og Samus kan bekæmpe disse ved at gøre brug af diverse angreb, som hun er i besiddelse af. Udover det er der adskillige bosser i spillet – fjender, som er ekstra stærke, og kræver ekstra mange skud at bekæmpe.
Spilleren kan gemme sine fremskridt i såkaldte "Save Rooms", der er fordelt på planeten Zebes. Skulle spilleren miste al sit liv, eller slukke for spillet, ville man kunne genoptage sit spil fra det sidste sted man gemte.

## Forskelle mellem originaltitlen
Metroid: Zero Mission er som bekendt en udvidet genudgivelse af Metroid til Nintendo Entertainment System. Spillet har derfor en række ændringer i forhold til originaltitlen:
- Opdateret grafik og lyd, heriblandt nogle animerede sekvenser.
- Styringen af Samus foregår nu mere som i Metroid Fusion, også til Game Boy Advance. Samus kan sigte i alle 8 retninger, dukke sig, og har en række andre bevægelser til rådighed.
- Nye områder er tilføjet, og gamle områder er gennemgået en række ændringer. Der hvor originalspillet sluttede, fortsætter Metroid: Zero Mission med et helt nyt område, hvor du spiller som Samus uden hendes Power Suit.
- Spillet har fået en række nye genstande.
- En række nye bosser og fjender er tilføjet.
- Metroid: Zero Mission udvider på originalspillets koncept med alternative slutninger. 8 forskellige slutninger kan fås, alt efter hvor mange opgraderinger spilleren tager, hvilken sværhedsgrad der spilles, og hvor hurtigt spilleren gennemfører spillet.

## Ekstra indslag
Udover selve hovedspillet tilbyder Metroid: Zero Mission en række ekstra indslag.
- Tre forskellige sværhedsgrader: Easy, Normal og Hard. Jo lettere sværhedsgrad, jo mindre skade tager Samus fra fjender, og jo mindre skade kan fjender modstå. På Hard får Samus desuden mindre energi og missiler fra Energy Tanks og Missile Tanks.
- En emuleret version af Metroid til Nintendo Entertainment System kan spilles, efter at spillet er gennemført én gang.
- Et galleri, hvor diverse billeder af Samus kan åbnes for gennem hovedspillet, og ved at linke med Metroid Fusion.
- En "Sound Test", hvor alle spillets musiknumre kan høres.